# Liste der Baudenkmäler in Steele (Essen)
Die Liste der Baudenkmäler in Steele (Essen) enthält die denkmalgeschützten Bauwerke auf dem Gebiet von Essen-Steele, Stadtbezirk VII, in Nordrhein-Westfalen (Stand: Oktober 2018). Diese Baudenkmäler sind in der Denkmalliste der Stadt Essen eingetragen; Grundlage für die Aufnahme ist das Denkmalschutzgesetz Nordrhein-Westfalen (DSchG NRW).

| Bild                                                  | Bezeichnung                                           | Lage                                         | Beschreibung | Bauzeit                       | Eingetragen seit   | Denkmal- nummer |
| ----------------------------------------------------- | ----------------------------------------------------- | -------------------------------------------- | --- | ----------------------------- | ------------------ | --------------- |
| Reste Steeler Stadtmauer                              | Reste Steeler Stadtmauer                              | Albertine-Badenberg-Weg / Hansastraße Karte  | | 15. Jahrhundert               | 8. Juni 1989       | 390             |
| Abschnitt der Steeler Stadtmauer                      | Abschnitt der Steeler Stadtmauer                      | Alte Zeilen / Grendgasse / Hansastraße Karte | | 15. Jahrhundert               | 10. Juli 1986      | 125             |
| Wohnhaus                                              | Wohnhaus                                              | Alte Zeilen 3 Karte                          | | 19. Jahrhundert               | 8. Juni 1989       | 256             |
| fünf Wohnhäuser                                       | fünf Wohnhäuser                                       | Alte Zeilen 17–22 Karte                      | | um 1905                       | 10. Juli 1986      | 124             |
| Stadtgartenrestaurant                                 | Stadtgartenrestaurant                                 | Am Stadtgarten 1 Karte                       | Restauration und Veranstaltungssaal im Stadtgarten Steele; ebenso unter Schutz: Freiplastik Odysseus, Kriegerdenkmal Trauernde Mutter, Wappenbrunnen | 1911                          | 8. Juni 1989       | 259             |
| weitere Bilder                                        | Stadtgarten Steele                                    | Am Stadtgarten 1 Karte                       | Nachdem das Stadtgartenrestaurant bereits ein Baudenkmal war, wurde die historische Parkanlage im März 2019 ebenfalls unter Schutz gestellt. | 1909–1911                     | 22. März 2019      |                 |
| Ehemaliges Wohnhaus Wisthoff                          | Ehemaliges Wohnhaus Wisthoff                          | Bochumer Straße 50 Karte                     | Friedrich Ignatz Wisthoff übernahm 1820 die Glashütte Wisthoff. | Anfang 19. Jahrhundert        | 8. Juni 1989       | 296             |
| Wohnhaus                                              | Wohnhaus                                              | Brinkerplatz 3 Karte                         | | Anfang 19. Jahrhundert        | 8. Juni 1989       | 270             |
| Saalkirche St. Marien                                 | Saalkirche St. Marien                                 | Buschstraße / Fürstinstraße Karte            | sattelgedeckte Saalkirche, Architekt: Stark (Stadtbaurat in Steele) | 1924–1925                     | 8. Juni 1989       | 353             |
| Sparkasse und Stadtkasse                              | Sparkasse und Stadtkasse                              | Dreiringstraße 7 Karte                       | ehemaliger Sitz der Sparkasse Steele und der Stadtkasse der Stadt Steele, damals im Volksmund Kassenhäuschen genannt | 1897–1898                     | 8. September 1988  | 235             |
| Wohnhaus                                              | Wohnhaus                                              | Dreiringstraße 24 / Eickelkamp 20 Karte      | | kurz nach 1900                | 8. September 1988  | 236             |
| Wohnhaus                                              | Wohnhaus                                              | Dreiringstraße 30 Karte                      | | Ende 19. Jahrhundert          | 8. Juni 1989       | 352             |
| Wohnhaus                                              | Wohnhaus                                              | Graffweg 8 Karte                             | | 18. Jahrhundert               | 8. Juni 1989       | 354             |
| Wohnhaus                                              | Wohnhaus                                              | Graffweg 10 Karte                            | | 18. Jahrhundert               | 8. Juni 1989       | 355             |
| Mariensäule                                           | Mariensäule                                           | Grendplatz Karte                             | | Ende 19. Jahrhundert          | 14. Mai 1987       | 216             |
| Postgebäude Steele                                    | Postgebäude Steele                                    | Grendplatz 1 Karte                           | | 1874                          | 7. März 1995       | 840             |
| weitere Bilder                                        | Amtsgericht Steele                                    | Grendplatz 2 Karte                           | | 1879                          | 6. Dezember 1984   | 4               |
| Wohn- und Geschäftshaus                               | Wohn- und Geschäftshaus                               | Grendplatz 5 Karte                           | | 1873                          | 14. November 1991  | 745             |
| vier Wohn- und Geschäftshäuser                        | vier Wohn- und Geschäftshäuser                        | Grendplatz 6/7/8/9 Karte                     | | 1887                          | 14. November 1991  | 746             |
| Reste des Diebesturmes im Kellergeschoss              | Reste des Diebesturmes im Kellergeschoss              | Hansastraße 23 Karte                         | Der Diebesturm war Teil der Steeler Stadtbefestigung. | 16. Jahrhundert               | 10. Juli 1986      | 126             |
| weitere Bilder                                        | Jüdischer Friedhof Hiltrops Kamp                      | Hiltrops Kamp Karte                          | Zustand heute: ummauerter Begräbnisplatz mit ca. 150 bis 155 Grabsteinen, nicht öffentlich zugänglich | 1855                          | 8. Juni 1989       | 356             |
| Wohnhaus                                              | Wohnhaus                                              | Hünninghausenweg 13 Karte                    | Als „Wohnhaus für einen Bürgermeister“ in Auftrag gegeben, doch ein Jahr nach Fertigstellung wurde Steele 1929 zur Stadt Essen eingemeindet. | 1927–1928                     | 14. März 1991      | 671             |
| Wohnhaus                                              | Wohnhaus                                              | Hünninghausenweg 15 Karte                    | | Anfang 20. Jahrhundert        | 8. Juni 1989       | 357             |
| Wohnhaus                                              | Wohnhaus                                              | Hünninghausenweg 17 Karte                    | | um 1905                       | 8. Juni 1989       | 358             |
| Wohnhaus                                              | Wohnhaus                                              | Hünninghausenweg 19 Karte                    | | um 1910                       | 8. Juni 1989       | 359             |
| Wohnhaus                                              | Wohnhaus                                              | Hünninghausenweg 25/27 Karte                 | | Ende 19. Jahrhundert          | 14. März 1991      | 672             |
| Wohnhaus                                              | Wohnhaus                                              | Hünninghausenweg 29 Karte                    | | um 1900                       | 13. September 1990 | 627             |
| Wohnhaus                                              | Wohnhaus                                              | Hünninghausenweg 31 Karte                    | | um 1900                       | 13. September 1990 | 628             |
| Wohnhaus                                              | Wohnhaus                                              | Hünninghausenweg 33 Karte                    | | um 1910                       | 8. Juni 1989       | 362             |
| Wohnhaus                                              | Wohnhaus                                              | Hünninghausenweg 35 Karte                    | | um 1910                       | 8. Juni 1989       | 363             |
| Wohnhaus                                              | Wohnhaus                                              | Hünninghausenweg 41-47 Karte                 | | Ende 19. Jahrhundert          | 8. Juni 1989       | 364             |
| Wohnhaus (Doppelhaus)                                 | Wohnhaus (Doppelhaus)                                 | Hünninghausenweg 49/51 Karte                 | | Ende 19. Jahrhundert          | 13. Juli 1995      | 855             |
| Wohnhaus                                              | Wohnhaus                                              | Hünninghausenweg 53/55 Karte                 | | Ende 19. Jahrhundert          | 8. Juni 1989       | 365             |
| Wohnhaus                                              | Wohnhaus                                              | Hünninghausenweg 54 Karte                    | | Ende 19. Jahrhundert          | 8. Juni 1989       | 366             |
| Wohnhaus                                              | Wohnhaus                                              | Hünninghausenweg 56 Karte                    | | 1898                          | 13. Juli 1995      | 856             |
| Wohnhaus                                              | Wohnhaus                                              | Hünninghausenweg 57 Karte                    | | Ende 19. Jahrhundert          | 8. Juni 1989       | 367             |
| Wohnhaus                                              | Wohnhaus                                              | Hünninghausenweg 58 Karte                    | | Ende 19. Jahrhundert          | 8. Juni 1989       | 368             |
| Wohnhaus                                              | Wohnhaus                                              | Hünninghausenweg 59 Karte                    | | Ende 19. Jahrhundert          | 8. Juni 1989       | 369             |
| Wohnhaus                                              | Wohnhaus                                              | Hünninghausenweg 60 Karte                    | | Ende 19. Jahrhundert          | 8. Juni 1989       | 370             |
| Wohnhaus                                              | Wohnhaus                                              | Hünninghausenweg 63 Karte                    | | um 1900                       | 8. Juni 1989       | 397             |
| Wohnhaus                                              | Wohnhaus                                              | Hünninghausenweg 65 Karte                    | | Ende 19. Jahrhundert          | 8. Juni 1989       | 371             |
| Wohnhaus                                              | Wohnhaus                                              | Hünninghausenweg 67 Karte                    | | um 1900                       | 8. Juni 1989       | 372             |
| Wohnhaus                                              | Wohnhaus                                              | Hünninghausenweg 73 Karte                    | | kurz nach 1900                | 8. Juni 1989       | 373             |
| Wohnhaus                                              | Wohnhaus                                              | Hünninghausenweg 77 Karte                    | | um 1910                       | 8. Juni 1989       | 374             |
| Wohnhaus                                              | Wohnhaus                                              | Hünninghausenweg 81/83 Karte                 | | nach 1925                     | 8. Juni 1989       | 375             |
| Wohnhaus                                              | Wohnhaus                                              | Hünninghausenweg 85 Karte                    | | um 1925                       | 8. Juni 1989       | 376             |
| Wohnhaus                                              | Wohnhaus                                              | Hünninghausenweg 87/89 Karte                 | | um 1925                       | 8. Juni 1989       | 377             |
| drei Wohnhäuser                                       | drei Wohnhäuser                                       | Hünninghausenweg 91–95 Karte                 | | 1905–1910                     | 8. Juni 1989       | 378             |
| ehemalige städtische katholische Hauptschule          | ehemalige städtische katholische Hauptschule          | Joseph-Boismard-Weg 3 Karte                  | | Ende 19. Jahrhundert          | 8. Juni 1989       | 379             |
| Wohnhaus                                              | Wohnhaus                                              | Joseph-Boismard-Weg 4/4a Karte               | | um 1905                       | 8. Juni 1989       | 380             |
| Wohnhaus                                              | Wohnhaus                                              | Joseph-Boismard-Weg 8 Karte                  | | um 1900                       | 8. September 1988  | 237             |
| Schule                                                | Schule                                                | Joseph-Boismard-Weg 10 Karte                 | heute städtische Helene-Lange-Realschule | um 1905                       | 8. Juni 1989       | 381             |
| Jugendstil-Villa                                      | Jugendstil-Villa                                      | Joseph-Boismard-Weg 12 Karte                 | | 1909–1910                     | 10. Juli 1986      | 127             |
| Wohnhaus                                              | Wohnhaus                                              | Joseph-Boismard-Weg 14 Karte                 | | um 1905                       | 8. Juni 1989       | 382             |
| Wohn- und Geschäftshaus                               | Wohn- und Geschäftshaus                               | Kaiser-Otto-Platz 14 / Hansastraße 7 Karte   | | um 1910                       | 8. Juni 1989       | 383             |
| Wohn- und Geschäftshaus                               | Wohn- und Geschäftshaus                               | Kaiser-Otto-Platz 17 / Im Kirchspiel 1 Karte | | 1927–1928                     | 14. März 1991      | 673             |
| Wohn- und Geschäftshaus                               | Wohn- und Geschäftshaus                               | Kaiser-Wilhelm-Straße 2 Karte                | | 1914                          | 8. Juni 1989       | 384             |
| weitere Bilder                                        | Friedenskirche                                        | Kaiser-Wilhelm-Straße 37 Karte               | neugotisch, dreischiffig; erster Kirchbau nach dem Eisenacher Regulativ auf Essener Gebiet; Architekt: Julius Flügge | 1872                          | 8. Juni 1989       | 385             |
| ehemaliges evangelisches Pfarrhaus der Friedenskirche | ehemaliges evangelisches Pfarrhaus der Friedenskirche | Kaiser-Wilhelm-Straße 39 Karte               | | Erste Hälfte 19. Jahrhundert  | 10. Juli 1986      | 128             |
| Wohnhaus                                              | Wohnhaus                                              | Krahwinkelstraße 12 Karte                    | | nach 1905                     | 8. Juni 1989       | 386             |
| weitere Bilder                                        | Kirche St. Laurentius                                 | Laurentiusberg / Paßstraße 7 Karte           | Ausführung August Rincklake, Grundsteinlegung 26. Juni 1870, Konsekration 20. Mai 1875 durch Paulus Melchers | 1870–1873                     | 8. Juni 1989       | 387             |
| Carl-Humann-Gymnasium                                 | Carl-Humann-Gymnasium                                 | Laurentiusweg 20 Karte                       | | 1902–1904                     | 13. Juli 1995      | 857             |
| weitere Bilder                                        | Ehemaliges St.-Laurentius-Hospital                    | Laurentiusweg 47a–47b Karte                  | heute Altenpflegeheim | Ende 19. Jahrhundert          | 8. Juni 1989       | 388             |
| ehemaliges Restaurant Ruhrmann                        | ehemaliges Restaurant Ruhrmann                        | Laurentiusweg 75 / Am Stadtgarten 18 Karte   | | um 1925                       | 8. Juni 1989       | 389             |
| Wasserturm Essen-Steele                               | Wasserturm Essen-Steele                               | Laurentiusweg 83 Karte                       | | 1898                          | 14. Mai 1985       | 328             |
| Wohnhaus                                              | Wohnhaus                                              | Schnütgenstraße 3/5 Karte                    | | um 1920                       | 8. Juni 1989       | 391             |
| ehemaliger Holbeckshof                                | ehemaliger Holbeckshof                                | Steeler Straße 599 Karte                     | heute Restaurant / Kneipe | Ende 18. Jahrhundert          | 8. Juni 1989       | 392             |
| weitere Bilder                                        | Fürstin-Franziska-Christine-Stiftung                  | Steeler Straße 640-646 Karte                 | durch die Fürstäbtissin Franziska Christine von Pfalz-Sulzbach gegründetes Waisenhaus, das noch heute ein spezielles Betreuungsangebot für Kinder bietet | 1765–1769                     | 14. Februar 1985   | 49              |
| ehemaliges Zechengebäude mit Mauerresten              | ehemaliges Zechengebäude mit Mauerresten              | Westfalenstraße 211 Karte                    | zur ehemaligen Zeche Johann Deimelsberg gehörig | Zweite Hälfte 19. Jahrhundert | 14. November 1991  | 747             |
| Wohnhaus                                              | Wohnhaus                                              | Westfalenstraße 285 Karte                    | | kurz nach 1870                | 8. Juni 1989       | 393             |
| Ehemalige Rektoratsschule                             | Ehemalige Rektoratsschule                             | Westfalenstraße 311 Karte                    | Schulbetrieb bis 1904, dann Umzug ins heutige Gebäude des Carl-Humann-Gymnasiums; Rathaus der Stadt Steele im Gebäude der alten Rektoratsschule am 24. November 1904 eröffnet, nach Eingemeindung zur Stadt Essen 1929 zunächst weiter als Verwaltungsstelle genutzt, seit 1996 Kulturzentrum Grend | 1876                          | 14. Februar 1985   | 50              |